# Маккиннон, Родерик
Родерик Макки́ннон (англ. Roderick MacKinnon; род. 19 февраля 1956, Берлингтон, Массачусетс, США) — американский биохимик и кристаллограф, лауреат Нобелевской премии по химии за исследования ионных каналов.
Член Национальной академии наук США (2000).

## Биография
Родерик Маккиннон родился в Берлингтоне (Массачусетс, США). Он поступил поначалу в Массачусетский университет в Бостоне, но уже через год перевёлся в Брандейский университет для углублённого изучения науки, где исследовал транспорт кальция через клеточные мембраны в лаборатории Кристофера Миллера. В 1978 году Маккиннон получил бакалавра в биохимии в Брандайсе и поступил в медицинскую школу Тафтского университета. В 1982 году он получил медицинскую степень, но был неудовлетворён работой доктора. В 1986 году Маккиннон вернулся в Брандейский университет в лабораторию Миллера. В 1989 году стал ассистентом профессора в Гарвардском университете, где начал исследования взаимодействие калиевого канала со специфическим токсином из яда скорпиона. В 1989 году он получил профессора и лабораторию молекулярной нейробиологии и биофизики в Рокфеллеровском университете, где начал работы по структуре калиевого канала в связи с особой важностью калиевых каналов в нервной системе и сердце.
В 1998 году Маккиннон с коллегами смог получить трёхмерную молекулярную структуру бактериального калиевого канала помощью кристаллографии и раскрыл селективность канала, а именно почему канал пропускает только ионы калия, а более мелкие ионы натрия не проходят. Работы по кристаллографии белка были сделаны на базе источников синхротронного излучения CHESS в Корнеллском университете и NSLS в Брукхейвенской национальной лаборатории.

## Награды
- 1995 — Michael and Kate Bárány Award[англ.]
- 1997 — Newcomb Cleveland Prize[англ.]
- 1998 — W. Alden Spencer Award[англ.]
- 1999 — Премия Альберта Ласкера за фундаментальные медицинские исследования совместно с Клеем Армстронгом[англ.] и Бертилом Хиллом[англ.], «For elucidating the functional and structural architecture of ion channel proteins, which govern the electrical potential of membranes throughout nature, thereby generating nerve impulses, and controlling muscle contraction, cardiac rhythm, and hormone secretion»
- 2000 — Премия Розенстила, «For his research into the molecular foundations of electrical signal generation in neurons and other types of cells»
- 2001 — Нейронаучная премия Перла−UNC[англ.]
- 2003 — Премия Луизы Гросс Хорвиц
- 2003 — Нобелевская премия по химии совместно с Питером Агре, за открытие трёхмерной молекулярной структуры бактериального калиевого канала и раскрытие природы его селективности.
- 2005 — Hans Neurath Award[нем.]